# Muzeum Przemysłu i Rolnictwa w Warszawie

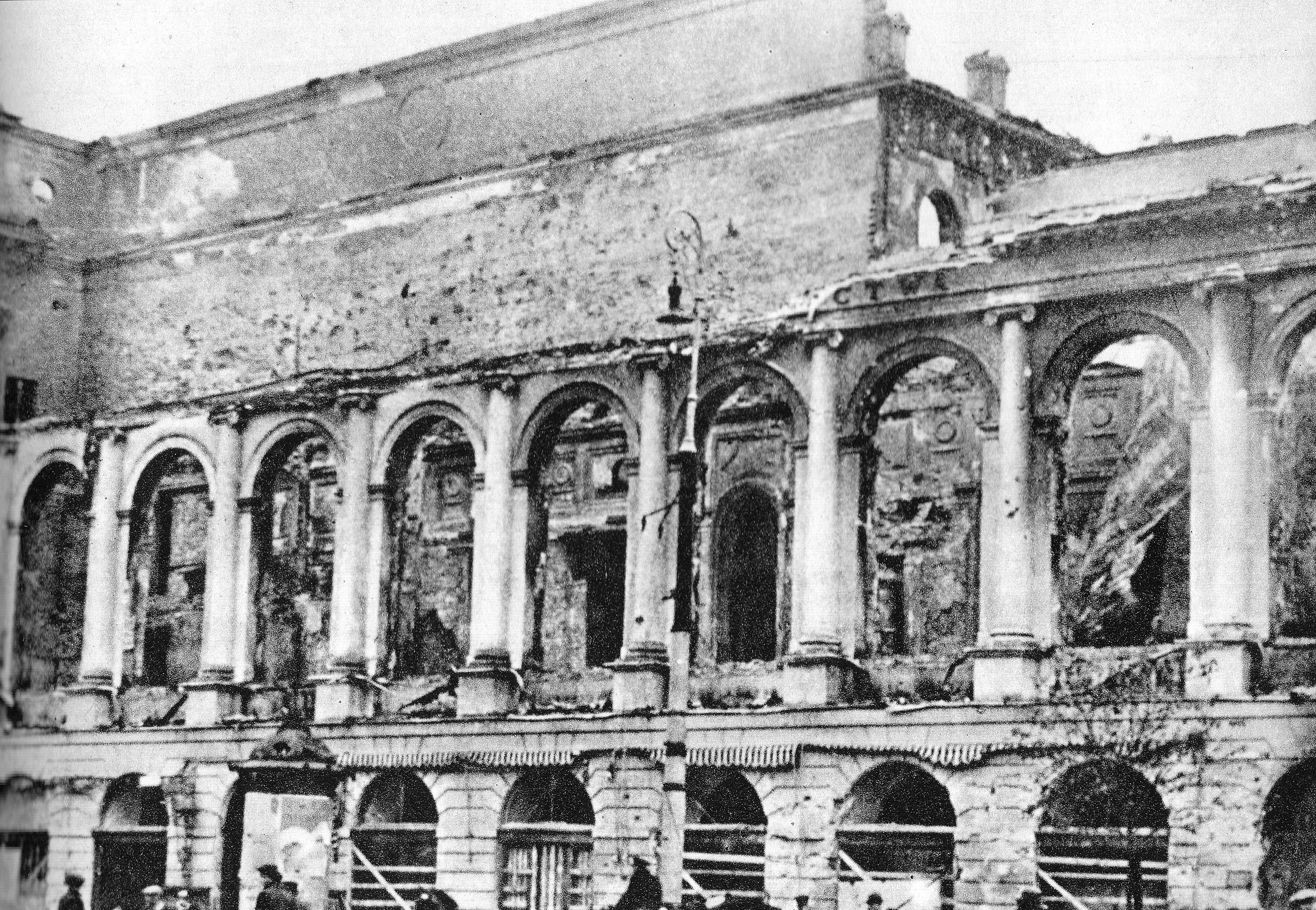
Budynek muzeum po zniszczeniu we wrześniu 1939

Muzeum Przemysłu i Rolnictwa w Warszawie – muzeum historii techniki w Warszawie, zniszczone podczas II wojny światowej. Tradycje muzeum kontynuuje Muzeum Historii Przemysłu w Opatówku, Muzeum Narodowe Rolnictwa i Przemysłu Rolno-Spożywczego w Szreniawie oraz Narodowe Muzeum Techniki w Warszawie.
Posiadało największe zbiory muzealne w mieście. Gromadziło eksponaty związane z przemysłem i rolnictwem oraz popularyzowało wiedzę poprzez wystawy czasowe, a także działalność biblioteki i pracowni naukowych. Odgrywało rolę placówki naukowej i uczelni rolniczo-technicznej.

## Historia
Muzeum zostało utworzone w 1875 z prywatnych funduszy arystokracji i ziemian z inicjatywy księcia Jana Tadeusza Lubomirskiego, a współzałożycielami byli oprócz niego Feliks Sobański, Józef Zamoyski, Jakub Natanson i Karol Dittrich. 5 czerwca 1875 nastąpiło zatwierdzenie Ustawy, wydanej na imię tegoż ks. Lubomirskiego oraz Józefa hr. Zamoyskiego, Feliksa Sobańskiego, Jakuba Natansona i domu handlowego Hille i Dietrich, jako pierwszych założycieli i muzeum rozpoczęło działalność. Zaraz po wydaniu tej ustawy muzeum zostało umieszczone w wynajętym lokalu przy placu Krasińskich, gdzie swoje miejsce znalazło ponad 2 tysiące eksponatów, głównie z darów. Pod egidą muzeum w latach 1890–1902 opublikowana została 11-tomowa Encyklopedia rolnicza  .
Muzeum prowadziło też działalność charytatywną i w 1888 w sprawozdaniu pisano:
"Oprócz osób zwiedzających wystawę za biletami płatnemi (chodzi tym razem o "wystawę wyrobów z drzewa, metali, wyrobów ceramicznych i hutniczych oraz zabawek dziecinnych") zwiedzały ją zakłady dobroczynne, dziewczynki i chłopcy, jak również wychowawcy i wychowanice Instytutu Głuchoniemych". (...) "Nadto z decyzji Komitetu Muzeum dochód z 5 dni za bilety wejścia od 4go Stycznia r.b. zaczynając, oddany był na cele dobroczynne, a mianowicie na Towarzystwo biednych matek, Instytucję Jałmużniczą dla wstydzących się żebrać oraz na Przytulisko".
Od 1881 muzeum mieściło się przy Krakowskim Przedmieściu w dawnym odwachu i klasztorze bernardyńskim. Po kasacie zakonu bernardynów przy Krakowskim Przedmieściu i po przebudowie w latach 1870−1884 budynek mieścił wystawy i magazyny Towarzystwa Zachęty Sztuk Pięknych (do chwili przeniesienia do pawilonu Gracjana Ungra na dziedzińcu pałacu Potockich). W 1884–1888 nastąpiła przebudowa wnętrz na pomieszczenia Muzeum Przemysłu i Rolnictwa.
W latach 1890–1891 w zorganizowanej w muzeum pracowni fizycznej prowadziła swoje doświadczenia Maria Skłodowska-Curie, co upamietniono tablicą z brązu odsłoniętą w czerwcu 1935 na frontowej ścianie budynku.
W czasie wojny w 1914 muzeum przekształcono w Wyższą Szkołę Rolniczą i Wyższą szkołę Ogrodniczą, a w 1919 w Szkołę Główną Gospodarstwa Wiejskiego. Dzisiejsze Muzeum Techniki również wywodzi się z gmachu przy kościele św. Anny, gdzie nastpnie miała siedzibę Centralna Biblioteka Rolnicza.
Dyrektorem muzeum od 1924 do 1951 był Stanisław Leśniowski.
Budynek muzeum i większość jego zbiorów zostały zniszczone podczas obrony Warszawy we wrześniu 1939. Budynek został spalony wraz ze znajdującymi się w nim zbiorami Muzeum Etnograficznego.
Tradycje muzeum kontynuuje Muzeum Historii Przemysłu w Opatówku, Muzeum Narodowe Rolnictwa i Przemysłu Rolno-Spożywczego w Szreniawie oraz Narodowe Muzeum Techniki w Warszawie, swoje początki ma w nim także Szkoła Główna Gospodarstwa Wiejskiego w Warszawie.